# 吉村すもも
吉村 すもも（よしむら すもも、1981年5月2日 -）は、日本の元AV女優、元ストリッパー。
誕生日は5月24日、5月25日などの説もある。

## 略歴
2001年7月、セクシア（トライハートコーポレーション）から『ピーチな気分』でAVデビュー。
同年12月1日、東洋ショーでストリッパーとしてデビュー。
現在ではAV女優、ストリップ共に引退している。

## 人物
趣味はサウナと垢擦り、漫画喫茶。
特技は水泳、ピアノ。

## 主な出演作品

### アダルトビデオ
- ピーチな気分（2001年7月27日、トライハートコーポレーション）
- 淫らな果実（2001年8月24日、トライハートコーポレーション）
- AV WALKER（2001年8月31日、トライハートコーポレーション）
- 猥褻クライマックス（2001年9月21日、トライハートコーポレーション）
- まるごと! コスプレ（2001年10月13日、九鬼）
- Love&Peach（2001年10月19日、トライハートコーポレーション）
- 新・妹の水着27（2001年11月18日、九鬼）
- 6人の男と1人の女（2002年2月20日、レッドホット）
- N×G〜エヌジー〜（2002年3月22日、レッドホット）
- 猥褻クライマックスDX（2002年3月15日、トライハートコーポレーション）
- Venus Re-mix Vol.11（2002年5月24日、アルタ）
- 乙女マニア 禁断の果実（2002年5月31日、コレクト）
- 吉村すももvs11人の男優&レズ女優（2002年6月21日、シャイ企画）
- 乳責め・肉欲レイプ（2002年6月22日、h.m.p）
- 奴隷女子校生 罠にハメられたコギャル（2002年7月21日、h.m.p）
- ギャルは刺激が大好き（2002年8月27日、h.m.p）
- 10,000.00秒スペシャル Vol.2 まるみえ撮影現場（2002年9月27日、シャイ企画）
- LOVE GIRL（2002年9月）
- すもも・イキまくり（2002年10月）
- 羞恥・凌辱・調教（2002年11月）
- Angel（2002年11月8日、アイデアポケット）
- いぢる。（2003年1月1日、MOODYZ）
- 爆乳ロデオドライブ（2003年2月15日、MOODYZ） ※総集編
- 2002年下半期作品集（2003年3月1日、MOODYZ） ※総集編
- 背徳奉姦（2003年3月8日、アタッカーズ）
- 巨乳カウンセラーのバーチャル変態性指導 妄想痴療（2003年4月、ドリームチケット）
- BACK！HIP！FUCK！2（2003年5月1日、MOODYZ） ※総集編
- MOODYZ女優コレクション 4（2003年5月15日） ※総集編
- ドリームシャワー（2003年5月）
- レズビアンBEST（2003年7月1日）
- Angel HYPER 淫乱お姉さん編3（2003年9月8日、アイデアポケット） ※総集編
- 2003年1月〜6月作品集（2003年10月1日、MOODYZ） ※総集編
- Angel HYPER 巨乳編3（2003年10月8日、アイデアポケット） ※総集編
- Angel Premium Vol.6（2003年10月8日、アイデアポケット） ※総集編
- おっぱい1000個コレクション2（2003年10月15日、MOODYZ） ※総集編
- 顔射コレクション（2003年10月15日、MOODYZ） ※総集編
- 巨乳BEST（2003年12月1日、MOODYZ） ※総集編
- まんぐり返しBEST（2003年12月15日、MOODYZ） ※総集編
- アタッカーズ・アンソロジー 2003年総集編（2004年10月8日、アタッカーズ） ※総集編
- 死夜悪アンソロジー7（2005年4月8日、アタッカーズ）※総集編
- 長身女優BEST 橘未稀・京乃あづさ（2004年10月15日、MOODYZ） ※総集編

### 写真集
- 経験（2001年10月）- ドリームワークス出版